# Clay Matthews III
Pour les articles homonymes, voir Clay Matthews.
(en) Statistiques sur pro-football-reference
Clay Matthews III, né le 14 mai 1986 à Northridge dans l'État de Californie, est un américain, joueur professionnel de football américain.
Il joue au poste de linebacker pour la franchise des Rams de Los Angeles au sein de la National Football League (NFL).

## Carrière universitaire

Matthews pendant la saison 2007.

Matthews étudie à l'université de Californie du Sud (USC) et joue pour l'équipe de football des Trojans d'USC de 2005 à 2008 sous la direction de l'entraîneur Pete Carroll. Au début, il joue très peu et surtout en équipe spéciale. Son côté travailleur, son enthousiasme et son esprit d'équipe sont cependant vite remarqués par ses entraîneurs. Matthews continue de jouer en équipe réserve en 2006 et 2007, avant d'être titularisé à deux reprises en 2007 comme remplaçant de Brian Cushing, blessé. Il reçoit le titre de USC’s Co-Special Teams Player of the Year en 2006 et 2007. Il bloque même deux field goals en fin de saison.
Pendant l'intersaison 2007-2008, Matthews suit un programme pour améliorer sa condition physique et son poids, dans le but d'augmenter son niveau de performance. Son travail est récompensé. En début de saison 2008, Nick Holt, coordinateur de la défense, et Pete Carroll décident de le placer dans une position hybride où Matthews, bien qu'en position de defensive end, utilise la vitesse et la tactique d'un linebacker. Les entraîneurs avaient déjà utilisé ce procédé avec succès pour Brian Cushing en 2006. Ici aussi l'expérience est une réussite et Matthews enregistre 4,5 sacks en jouant près de Brian Cushing, Rey Maualuga et Kaluka Maiava, tous en course pour une place en National Football League (NFL). Matthews continue son travail en équipe spéciale et reçoit à nouveau le titre de USC’s Co-Special Teams Player of the Year en 2008. Il devient alors le seul joueur de l'histoire de l'université de Californie du Sud à recevoir ce prix trois années consécutives. Matthews participe au Senior Bowl de 2009 et est alors considéré comme un des grands espoirs pour la prochaine draft de la NFL.
Matthews est l'un des douze joueurs seniors d'USC (avec le quatuor de linebackers, Cushing, Maiava, Matthews et Maualuga) à participer au NFL Scouting Combine de 2009. Cet événement permettant aux joueurs éligibles à la draft de démontrer leur potentiel dans plusieurs exercices est accessible uniquement sur invitation. Matthews et ses coéquipiers linebackers Maualuga et Cushing font la couverture du magazine Sports Illustrated comme annonce de la draft 2009. Tous les trois sont considérés comme de potentiels choix de premier tour.

## Draft et carrière professionnelle
Matthews est sélectionné par les Packers de Green Bay en 26e choix global lors du premier tour de la draft 2009 de la NFL, à la suite d'un échange de choix avec les Patriots de la Nouvelle-Angleterre.

### 2009
Il inscrit son premier touchdown pendant un match contre les Vikings du Minnesota : Matthews arrache la balle des mains du running back Adrian L. Peterson et court jusqu'à la end zone adverse pour inscrire le touchdown,.
Pendant la 6e journée contre les Lions de Détroit, il réalise cinq tacles dont trois en solo et sack Daunte Culpepper à deux reprises. Il est nommé et élu Rookie of the Week pour sa performance durant ce match. Lors de la 10e journée, contre les Cowboys de Dallas, Clay réussit encore un match éblouissant : 1 tacle, 2 fumbles forcés et 1 sack sur QB Tony Romo. Il est de nouveau élu Rookie of the Week pour la deuxième fois en deux nominations. Matthews joue par la suite son meilleur match de la saison en 13e semaine réalisant 6 tackles, 2 sacks et 1 fumble forcé lors de la victoire des Packers de Green Bay sur les Ravens de Baltimore (27-14).
Lors du match du 13 décembre 2009 contre les Bears de Chicago, Matthews effectue son 8e sack de la saison, ce qui le place à égalité avec les anciens Packers Tim Harris et Vonnie Holiday pour le record de sacks sur une saison par un rookie. La semaine suivante contre les Steelers de Pittsburgh, Matthews réussi deux nouveaux sacks ce qui lui permet de détenir seul ce record,.
Il est sélectionné dans l'équipe de la National Football Conference (NFC) pour le Pro Bowl, remplaçant le linebacker des Bears de Chicago, Lance Briggs. Il est le premier rookie des Packers à être sélectionné pour le Pro Bowl depuis le receveur James Lofton en 1978.

### 2010

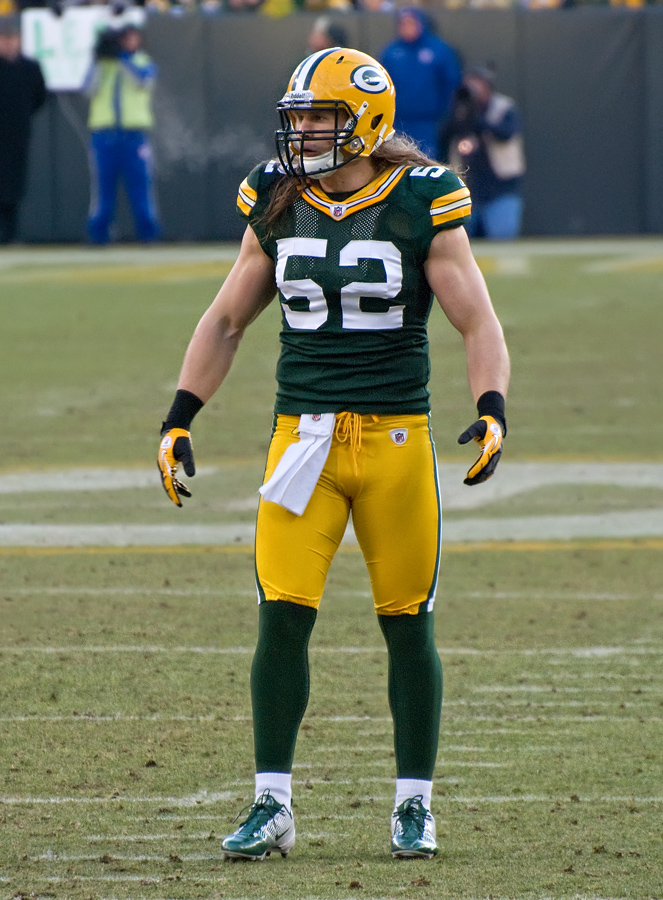
Clay Matthews III en 2012.

Matthews débute fort la saison 2010 malgré une blessure qui l'a tenu éloigné des terrains pendant toute la préparation. Il enregistre 6 sacks lors des deux premiers matchs de la saison (contre les Eagles de Philadelphie et les Bills de Buffalo). Le 7 novembre 2010, dans le match contre les Cowboys de Dallas, le quarterback Jon Kitna des Cowboys lança une passe qui est déviée par le linebacker A. J. Hawk des Packers. Le ballon atterrit dans les mains de Matthews qui remonte le terrain sur 62 yards pour inscrire un touchdown. Il réalise ainsi sa première interception et inscrit son second touchdown. Il est alors logiquement élu joueur défensif du mois de septembre de la NFL.
La saison 2010 se poursuivit avec un total de 13,5 sacks en 15 matchs. Matthews est sélectionné pour le Pro Bowl 2011 comme titulaire dans l'équipe de la NFC. C'est sa seconde sélection consécutive en deux ans de carrière NFL. Il termine également second au trophée du « Joueur Défensif de l'année » récoltant 15 voix pour 17 au gagnant Troy Polamalu. Tous deux ont emmené leurs équipes au Super Bowl XLV gagné par les Packers contre les Steelers de Pittsburgh. Il y réussit 3 plaquages et y provoque 1 fumble. En effet, lors du premier drive du quatrième quart-temps, alors que le score était de 21-17 en faveur de Green Bay, les Packers étant sur leur ligne des 33 yards, il plaque le running back Rashard Mendenhall lequel lâche la balle et commet le fumble. le ballon est récupéré par linebacker Desmond Bishop de Green Bay. Les Packers ne seront jamais rejoints au score et remportent le match 31 à 25. Il s'agit du quatrième Super Bowl remporté par la franchise, le dernier remontant à la saison 1996 (Super Bowl XXXI). Ils remportent ainsi leur 13e championnat si l'on comptabilise les finales jouées avant l'ère du Super Bowl. Le quart-arrière Aaron Rodgers est élu MVP du match.

## Divers
Matthews fait une apparition spéciale le 11 février 2011 à l'occasion du WWE SmackDown, show de la fédération de catch WWE. Il y intervient comme arbitre pendant le match opposant Dolph Ziggler à Edge, pour effectuer le décompte faisant gagner ce dernier. 
Il fait également une apparition dans le film Pitch Perfect 2 au moment du Riff Off.

## Informations personnelles
Son grand-père Clay Matthews, Sr. a également joué au football américain dans les années 1950 (1950-1955). Son père, Clay Matthews, Jr. fut linebacker pour les Browns de Cleveland (1978–1993) et les Falcons d'Atlanta (1994–1996) et son oncle Bruce Matthews, fut offensive lineman chez les Oilers de Houston / Titans du Tennessee pendant dix-neuf ans (1983-2001) avant d'être intronisé au Pro Football Hall of Fame.
Des quatre fils de Clay Matthews Jr., il est le deuxième à jouer pour l'université de Californie du Sud. Son jeune frère Casey Matthews est également linebacker. Il a cependant joué pour l'équipe universitaire des Ducks de l'Oregon avant de passer en 2011 chez les Eagles de Philadelphie en NFL.
Clay Matthews est souvent surnommé Claymaker (jeu de mots sur le terme anglais playmaker), par beaucoup de fans des Packers en raison de son influence sur le jeu ou sur le déroulement d'un match. Il était en effet capable de provoquer des actions décisives conduisant parfois à des renversements de situation en faveur des Packers (touchdowns défensifs, interceptions, sacks).